# رادیچوتسی
رادیچوتسی (به صربی: Radičevci) یک منطقهٔ مسکونی در صربستان است که در بوسیلگراد واقع شده‌است. رادیچوتسی ۱۶۴ نفر جمعیت دارد.